# Musée de Babungo
 (mai 2025).
 (mai 2025).
Le musée de Babungo, inauguré en octobre 2003, est un musée communautaire de type ethnographique situé dans l'arrondissement de Ndop II, au sein du département de Ngo-Ketunjia dans la région du Nord-ouest Cameroun

## Histoire

### Débuts et projets
L’ONG italienne COE, active au Cameroun depuis 1970, initie le projet « Formation, protection du patrimoine artistique et culturel et développement au Cameroun ». Parmi ses initiatives, le COE fonde l’Institut de Formation Artistique (IFA) à Mbalmayo, destiné à la préservation du patrimoine artistique camerounais. Ce projet, coordonné par l’architecte Bianca Triaca et dirigé scientifiquement par Jean-Paul Notué, vise à protéger et valoriser le patrimoine culturel du Cameroun, tout en formant des jeunes aux métiers liés à la conservation des biens culturels.
Dans le cadre de ce projet, une commission identifie quatre royaumes, dont Babungo, comme sites d’accueil pour de nouveaux musées. Le choix se porte sur Babungo pour son patrimoine significatif et l’engagement des autorités traditionnelles à fournir un bâtiment adapté. L’architecte Antonio Piva, collaborateur de l’UNESCO, conçoit les musées en utilisant des matériaux et techniques locaux, intégrant harmonieusement tradition et modernité.
Le musée de Babungo ouvre ses portes en octobre 2003. Il s’inscrit dans une démarche internationale tout en respectant les contextes locaux et régionaux. 

### Missions
Il contribue au développement des valeurs culturelles.
Il offre de nouvelles opportunités d'emploi et des possibilités de développement.
Il améliore les ressources du pays tout en renforçant la conscience d'une identité culturelle riche, ouverte à la rencontre et à l'échange avec les cultures du monde.
Il présente un échantillon d'objets principaux et importants du riche patrimoine culturel et artistique de Babungo.

## Architecture et organisation de l'espace

### Architecture
Antonio Piva réalise sa conception architecturale. Il est architecte de nationalité italienne qui exerce également les fonctions de maître de conférences et collabore avec l'UNESCO.
La construction du musée implique l'utilisation de matériaux d'origine locale, la mise en œuvre de techniques de construction régionales et le recours à une main-d'œuvre issue de la zone géographique environnante.  Son architecture reflète un équilibre entre les valeurs traditionnelles et les besoins modernes, offrant un espace adapté à la conservation et à l’exposition des collections. 

### Organisation de l'espace
L’espace du musée de Babungo s'organise autour de trois thèmes principaux :
Le royaume, mythe, légende et histoire,
La société et la religion,
Arts et techniques (statues, mobilier, instruments de musique, récipients, masques, costumes, etc.).

## Collections
Le musée de Babungo présente un échantillon  d’objets qui témoigne de la richesse du patrimoine culturel et artistique de Babungo,. Autrefois considéré comme le principal centre de ferronnerie du Cameroun, Babungo sait préserver un héritage unique, fruit du savoir-faire et de la créativité de ses artisans,. Parmi les trésors les plus impressionnants figure la collection des rois-sculpteurs, composée de milliers de pièces,. Ce trésor est reconnu comme l’un des plus impressionnants de toute la région du Grassland,.
Les objets exposés au musée reflètent les multiples facettes de la vie sociale des Babungo. Ils incarnent les traditions, les croyances et les pratiques qui ont façonné l’identité de ce peuple au fil des siècles. Le patrimoine artistique présenté inclut des œuvres provenant de diverses collections réparties à travers le royaume. Cependant, il est important de noter que près des trois quarts des pièces les plus significatives étaient autrefois conservées dans la résidence royale, un lieu chargé d’histoire et de symbolisme.
Dans la nuit du 26 au 27 janvier 2023, le musée Babungo connait un vol. Un ensemble de quatre statues anciennes, considérées comme ayant une valeur significative a été soustrait, dans le cadre d'un vol portant sur environ 180 collections anciennes du musée. Les statues dérobées sont des artefacts qui témoignent de l'histoire et des traditions du peuple Babungo. Elles sont considérées comme faisant partie du patrimoine culturel camerounais et africain.

### Exposition permanente
Le parcours d’exposition permanente, intitulée “Babungo : mémoire, arts et techniques”, met en lumière une collection d’objets répartis selon trois grands axes :
Le royaume : mythes, légendes et histoire : 
Cet axe explore les origines et l’évolution du royaume de Babungo. Il met en lumière les récits mythologiques, les légendes fondatrices et les faits historiques qui ont façonné l’identité de ce royaume. Les visiteurs peuvent découvrir les traditions royales et les symboles de pouvoir.
La société et la religion :
Ce thème aborde les structures sociales et les pratiques religieuses du peuple Babungo. Il met en avant les rôles des différentes classes sociales, les rites spirituels, ainsi que l’importance des croyances dans la vie quotidienne et les décisions communautaires.
Arts et techniques :
Cet axe est une présentation du savoir-faire artistique et technique des Babungo. Il inclut :
Des statues et mobilier: Des sculptures et objets qui témoignent de l’habileté des artisans locaux.
Des instruments de musique : Une collection d’instruments traditionnels utilisés dans les cérémonies et les festivités.
Des récipients : Des objets utilitaires et décoratifs qui reflètent l’esthétique et la fonctionnalité.
Des masques, costumes et parures: Des éléments essentiels des rituels et des célébrations, riches en symbolisme.
Des artistes et artisans : Une reconnaissance des créateurs talentueux qui perpétuent ces traditions.
Le musée offre un parcours à travers la mémoire collective, invitant les visiteurs à découvrir la richesse artistique et culturelle du royaume de Babungo, ainsi que les lieux empreints de son histoire, de ses mythes et de ses légendes.